# Vile (album)
Vile je peti studijski album američkog death metal-sastava Cannibal Corpse. Album je 20. svibnja 1996. godine objavila diskografska kuća Metal Blade Records. Prvi je album s pjevačem Georgom Fisherom. Također je posljednji uradak sastava do albuma Kill s gitaristom Robom Barrettom.
Album je prodan u više od 6100 primjeraka u SAD-u u prvom tjednu objave i završio je na 151. mjestu ljestvice Billboard 200.

## Popis pjesama
| 1.    | »Devoured by Vermin«       | Alex Webster                           | Rob Barrett, Webster | 3:13 |
| 2.    | »Mummified in Barbed Wire« | Webster                                | Webster              | 3:09 |
| 3.    | »Perverse Suffering«       | Paul Mazurkiewicz                      | Jack Owen            | 4:15 |
| 4.    | »Disfigured«               | George "Corpsegrinder" Fisher, Webster | Webster              | 3:49 |
| 5.    | »Bloodlands«               | Webster                                | Webster              | 4:21 |
| 6.    | »Puncture Wound Massacre«  | Fisher, Webster, Mazurkiewicz          | Webster              | 1:41 |
| 7.    | »Relentless Beating«       |                                        | Webster              | 2:15 |
| 8.    | »Absolute Hatered«         | Barrett                                | Barrett              | 3:06 |
| 9.    | »Eaten from Inside«        | Owen                                   | Owen                 | 3:43 |
| 10.   | »Orgasm Through Torture«   | Mazurkiewicz                           | Webster              | 3:42 |
| 11.   | »Monolith«                 | Webster, Mazurkiewicz                  | Webster              | 4:24 |
| 37:38 |                            |                                        |                      |      |

## Zasluge
Cannibal Corpse
- George "Corpsegrinder" Fisher - vokali
- Jack Owen - gitara
- Rob Barrett - gitara
- Alex Webster - bas-gitara
- Paul Mazurkiewicz - bubnjevi

Ostalo osoblje
- Scott Burns - miks, produkcija, inženjer zvuka
- Brian Slagel - produkcija
- Mike Fuller - mastering
- Vincent Locke
- Stephanie Cabral - fotografije
- Brian J. Ames - dizajn